# Himler Oszkár
Himler Oszkár (Budapest, 1891. március 1. – Budapest, 1964. július 20.) magyar nemzeti labdarúgó-játékvezető, magántisztviselő, nagyvágó, mészárosmester.

## Pályafutása
Himler József és Freund Mária fiaként született. 1921. január 23-án Budapesten, a Ferencvárosban feleségül vette a nála három évvel fiatalabb Gunda Erzsébetet, 1928-ban elváltak. 1938. április 24-én Budapesten, a Józsefvárosban házasságot kötött az öt évvel fiatalabb, aradi születésű, szintén elvált Adamovics Emíliával.
Játékvezetésből Budapesten a Magyar Futballbírák Testülete (BT) előtt vizsgázott. A Budapesti Labdarúgó Alszövetség (BLASz) által üzemeltetett bajnokságokban működött. Az MLSZ a BT minősítésével NB II-es, majd 1925-től NB I-es, III. fokú bíró. Küldési gyakorlat szerint rendszeres partbírói szolgálatot is végzett. 1925–1931 között a legjobb játékvezetők között tartották nyilván, a címzetes professzionista bírói keret tagja volt. Magyarországon a professzionista játékvezetői periódus 1926–1934 között tartott. A profi labdarúgó szövetség mellett nem volt profi játékvezetői keret, csak profi mérkőzéseket vezető játékvezetők (25 fő) léteztek. A nemzeti játékvezetéstől 1939-ben visszavonult. NB I-es mérkőzéseinek száma: 43.
| Időpont              | Helyszín                        | Mérkőzés típusa          | Mérkőzés                  | Eredmény | Nézők száma |
| -------------------- | ------------------------------- | ------------------------ | ------------------------- | -------- | ----------- |
| 1925. szeptember 13. | Erzsébet utcai pálya, Budapest  | első NB I-es mérkőzése   | Erzsébetfalva TC–Vasas SC | 3 – 3    | 3200        |
| 1939. június 18.     | Latorca utcai Stadion, Budapest | utolsó NB I-es mérkőzése | Elektromos SE–Budafok FC  | 2 – 2    | 800         |

A JT Tanácsülés 15 éves aktív tevékenysége után ezüst jelvény és ezüst oklevél elismerésbe részesítette. A Tanács éves szolgálata alapján kis plakettel kitüntette.

## Külső hivatkozások
- Himler Oszkár. valogatott.blog.hu. (Hozzáférés: 2016. április 2.)